# Fosse à saumon

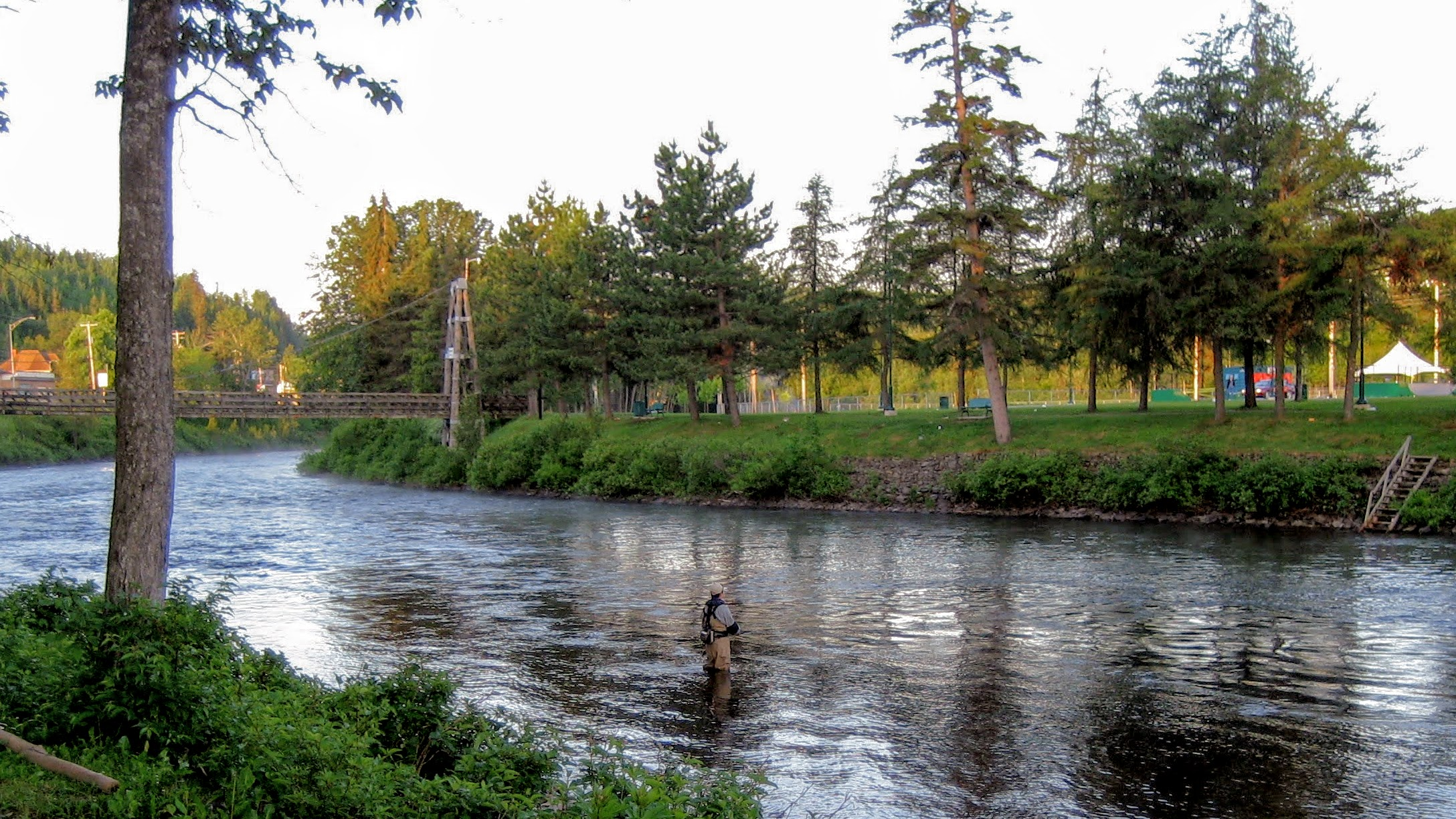
Pêcheur de saumon dans une fosse au pied de rapides sur la rivière Matapédia.

Une fosse à saumon est, sur une rivière fréquentée par les saumons, une cuvette caractérisée par une bathymétrie plus profonde favorisant un courant plus faible et des eaux plus fraîches.
La fosse fournit un abri aux saumons en montaison vers les frayères. Les saumons se servent des fosses comme aire de repos, en raison de leur quiétude et de leur fraîcheur. La gestion énergétique des poissons en montaison est cruciale, puisqu'ils cessent de s'alimenter en passant de l'eau salée à l'eau douce.
Lors de la pêche sportive au saumon, il s'agit généralement de l'endroit où l'on capture cette espèce à la mouche. Certaines fosses sont nommées d'après des éléments naturels reconnaissables, des guides de pêche ou des pêcheurs célèbres,. D'autres fosses sont nommées de façon anecdotique par les locaux et le nom a perduré dans le temps. 
Sur certaines rivières au Québec dont la rivière  Matane,  les saumons qui montent la rivière sont comptés à chaque jour. Le comptage journalier est primordial pour établir la santé des populations. Si un trop petit nombre de saumons sont comptés plusieurs jours ou semaines d’affilées, il se peut que la remise à l’eau soit obligatoire, selon la grosseur du saumon.

Les fosses à saumons sont soit publiques, contingentées ou privées. Il faut donc porter une attention particulière lors de l'acquisition de vos droits d'accès, qui sont nécéssaires, pour ne pas pêcher dans une zone contingentée sans le bon permis. Les fosses à saumons régies par un organisme comme la ZEC ou un parc national sont divisées par zones chiffrées. Une zone, c'est une partie de la rivière qui comporte plusieurs fosses à saumon.